# Aengpanas
Aengpanas is een bestuurslaag in het regentschap Sumenep van de provincie Oost-Java, Indonesië. Aengpanas telt 4017 inwoners (volkstelling 2010).